# جنگ اول تریاک
جنگ تریاک نخست که با نام جنگ انگلستان و چین نیز شناخته می‌شود، بین سال‌های ۱۸۴۰ تا ۱۸۴۲ میلادی روی داد. این جنگ و همچنین جنگ دوم تریاک، نخستین مرحله نفوذ مؤثر کشورهای اروپای غربی به چین به‌شمار می‌رود. ملی‌گرایان چینی در قرن بیستم، سال ۱۸۳۹ را آغاز یک سده تحقیر می‌دانستند و بسیاری از مورخان آن را آغاز تاریخ مدرن چین می‌دانند.

## پیش‌زمینه‌ها
پیش از وقوع جنگ، خرید چای از چین توسط بریتانیا که مردم بریتانیا علاقه زیادی به آن داشتند، بسیار افزایش یافته بود و در مقابل بریتانیا، کمتر کالایی داشت که مورد نیاز چین بوده و آن را معاوضه نماید. در نتیجه بریتانیا با کاهش ذخیره نقره خود که آن را با چای چین مبادله می‌کرد، روبرو شد و بریتانیایی‌های حاکم در هند (که آنزمان مستعمره بریتانیا بود)، صدور نقره را متوقف کردند. تاجران بریتانیایی هند که صادرات این کشور در دست آنان بود نوع جدیدی از تجارت را گسترش دادند. بریتانیا کشت خشخاش را در هند گسترش داده بود و از اینرو تاجران بریتانیایی تصمیم گرفتند تا در مقابل دریافت چای، تریاک و کتان صادراتی هند را در اختیار چین بگذارند. پس از مدتی، افزایش شدید اعتیاد به تریاک در چین و در نتیجه افزایش واردات آن و کاهش ذخیره نقره آن کشور، مقامات چینی، واردات تریاک را ممنوع اعلام کردند. این تصمیم در ابتدا مانع بزرگی برای تاجران بریتانیایی که به قاچاق تریاک به چین می‌پرداختند، محسوب نمی‌شد ولی در اواخر دهه ۱۸۳۰، این قانون به شکل رسمی و جدی اجرا شد و صندوق‌ها و انبارهای حاوی تریاک توقیف گردید. دولت چین، لین ز شو را مأمور ضبط و انهدام (آتش زدن) کلیه محموله‌های تریاک در بندر کانتون کرد که او نیز این کار را انجام داد. اعمال محدودیت بر همه گونه کالای وارداتی در بندر کاتون، تجار بریتانیایی را ناخشنود ساخت.

## جنگ
در ماه ژوئن ۱۸۴۰، نیروی دریایی پادشاهی بریتانیا با لشکرکشی به دهانه رود کاتون، نخستین جنگ تریاک را آغاز کرد. با رسیدن ناوگان بریتانیایی به یانگ‌تسه، سقوط شانگهای و سپس رسیدن به نانجینگ، چین تسلیم و مجبور به امضای پیمان نانجینگ با بریتانیا شد که طبق آن:
1. هنگ کنگ طبق کنوانسیون جوئنپی (Chuenpi) به امپراتوری بریتانیا واگذار شد.
2. پنج بندرگاه چین که بریتانیایی‌ها در آن حق اقامت و تجارت داشتند، به مدت صد سال تولید تریاک در هند و فروش به چین توسط ۲ نفر از تاجران بریتانیایی به روی بریتانیا گشوده شد.
3. شهروندان بریتانیا که در چین به ارتکاب جرم می‌پرداختند، باید در دادگاه‌های بریتانیایی محاکمه می‌شدند. (*حق کاپیتولاسیون)
4. نرخ عوارض کالاهای وارداتی و صادراتی می‌بایست منصفانه باشد.

با امضای پیمان نانجینگ، سایر کشورها مانند ایالات متحده آمریکا، روسیه و فرانسه نیز خواستار امتیازات مشابهی مانند بریتانیا شدند و در عرض چند سال قراردادهای مشابهی با چین بستند.